# Scalpellum gibbum
Scalpellum gibbum är en kräftdjursart som först beskrevs av Henry Augustus Pilsbry 1907.  Scalpellum gibbum ingår i släktet Scalpellum och familjen Scalpellidae. Inga underarter finns listade i Catalogue of Life.